# 친유럽주의
친유럽주의(親歐洲主義, 영어: Pro-Europeanism, European Unionism)는 유럽 연합을 지지하며 유럽의 통합을 옹호하는 정치적 입장을 의미한다. 반대로 유럽통합에 대해 회의적이거나 반대되는 정치적 태도는 유럽회의주의라고 한다.

## 정치적 입장
친유럽주의를 지지하는 정당들은 대부분 범-중도주의 노선을 선택하나 중도우파부터 중도좌파까지 넓게 분포한다. 유럽 의회 정당 그룹으로는 중도-자유주의성향의 리뉴 유럽,중도우파-보수자유주의성향의 유럽 국민당 그룹,중도좌파-사회민주주의성향의 사회민주진보동맹등이 존재한다. 대부분 극우나 극좌로 대표되는 정치 새력들은 친유럽주의를 지지하지 않는다.

## 같이 보기
- 친유럽주의 정당 목록
- 유럽주의